# Eugène-Dominique de Dietrich
Pour les articles homonymes, voir Dietrich et Famille de Dietrich.

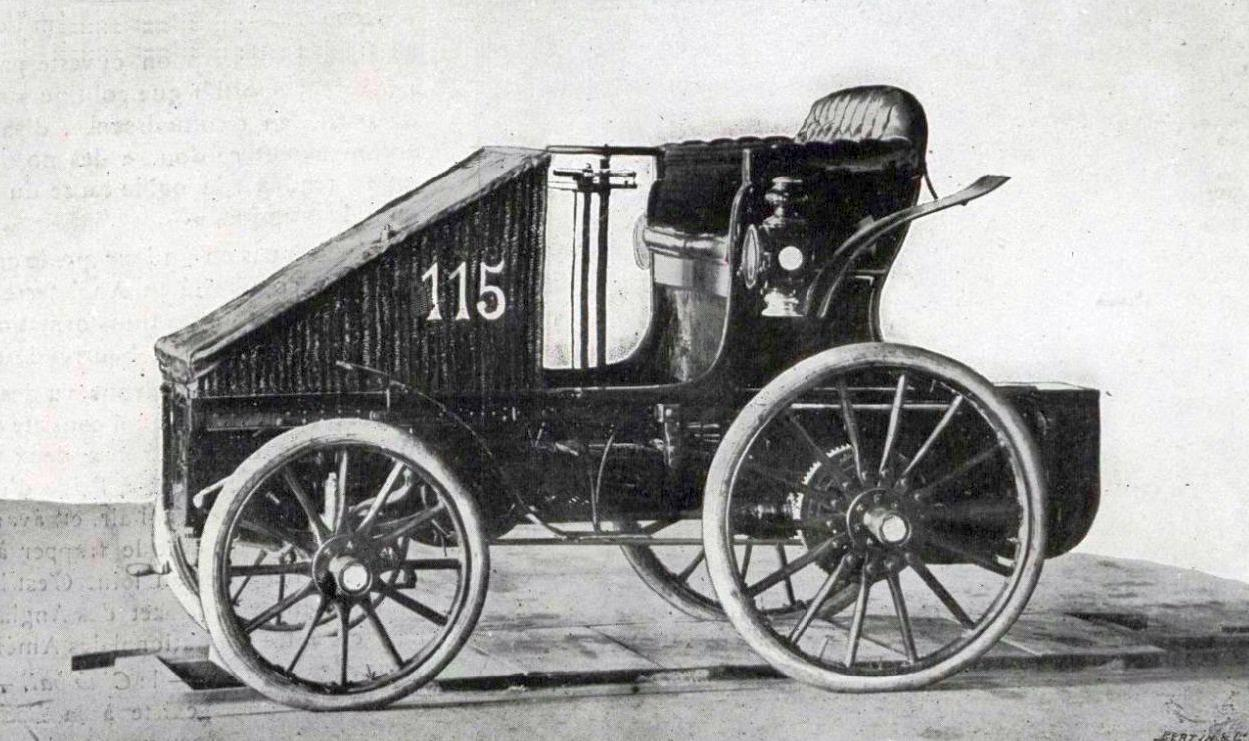
Voiture de Diétrich de tourisme pilotée par le baron Eugène de Dietrich, lors du Paris-Amsterdam-Paris 1898.

Eugène-Dominique de Dietrich (9 octobre 1844 à Niederbronn dans l'actuel Bas-Rhin-28 janvier 1918 dans la même ville) est un industriel alsacien.

## Biographie
Durant ses études, qu’il effectue en Allemagne, de Dietrich rejoint la fraternité étudiante Corps Bavaria Karlsruhe (de) en 1864.
Il fut député protestataire au Reichstag, élu en 1884 et réélu en 1887 dans la circonscription impériale de Wahlkreis WK (de Wissembourg-Haguenau, avec le parti protestant alsacien).
Il construisit le gymnase de Strasbourg, l'Institut de technologie de Karlsruhe, et l'école des eaux et forêts de Tharandt.
Il fonda sa société automobile De Dietrich en 1897 (une filiale portant le même nom cette année-là à Lunéville, grâce à l'achat d'un brevet d'Amédée Bollée fils l'année précédente), devenue Lorraine-Dietrich en 1905 à son retrait de l'affaire. En 1901, il avait passé un accord avec Ettore Bugatti pour moderniser sa production, certains de ses modèles devenant des De Dietrich-Bugatti . La même année 1901, il avait participé à la fondation de la Verband der Automobilindustrie, et en 1900 il avait fait partie avec son neveu Adrien de Turckheim de la commission d'exécution des concours dans le cadre Automobilisme lors des « Sports de l'Exposition universelle de 1900 » — non reconnus officiellement par le comité olympique —, durant l'année des Jeux olympiques d'été de 1900 — incluant durant 4 jours en juillet la course de vitesse Paris-Toulouse-Paris. Le baron Adrien de Turckheim — dont le frère également associé à l'affaire des automobiles de Dietrich se nommait Eugène de Turckheim — courait fréquemment sur les modèles de Dietrich (victoire notamment à la course de Strasbourg en 1900, et cinquième de Nice-Castellane-Nice en 1899), ainsi que parfois Claude Lorraine-Barrow et le comte Bozon de Périgord, l'allemand Willy Tischbein remportant encore Mannheim–Pforzheim–Mannheim en 1901 pour la marque, et l'anglais Charles Jarrott terminant troisième du meurtrier Paris-Madrid 1903 stoppé à Bordeaux.
Pendant la Grande Guerre, il servit dans l'Armée française comme traducteur-interprète à l'état-major de Saint-Pol-sur-Ternoise. Le 16 janvier 1915, il fit la connaissance de Louis Winterberger qui venait de déserter l'Armée allemande et dont le nom lui rappelait celui d'un ami, Joseph Winterberger, qui n'était autre que son frère (originaires tous les deux de Bœrsch village voisin du lieu de villégiature du baron...). Grâce au témoignage du baron, Louis Winterberger fut dirigé le lendemain vers Saint-Rambert avant de s'engager dans l'Armée française le 23 mars 1916 en partance pour Ben Gardane dans le Sud tunisien, il reviendra à Bœrsch en février 1919.

## Palmarès automobile
Avec ses propres véhicules, sur une saison:
- Mayence–Bingen–Coblence–Mayence : 1899 (à près de 55 ans);
- Innsbruck–Munich : 1899;
  - 9e de Nice-Castellane-Nice: 1899.